# Ambulance (álbum)
Ambulance es el sexto álbum del grupo musical vasco Itoiz, publicado en 1987.
Tras la publicación de Espaloian, Jean-Marie Ecay vuelve a abandonar Itoiz, esta vez de forma definitiva. Sin embargo, el grupo sigue interesado en el mercado francés y graba el mini-LP Ambulance con la intención de conquistarlo. Además de grabarlo en Francia, cuentan en él con algunos músicos franceses.
Ambulance significa un cierto retorno a sonidos anteriores a Musikaz blai, aunque sin abandonar el pop.

## Lista de canciones
1. Ambulance (Juan Carlos Pérez/Xabi Pery) - 4:26
2. Igandean (Juan Carlos Pérez) - 4:48
3. Nun nagoen (Juan Carlos Pérez) - 3:28
4. Elurretan (Juan Carlos Pérez) - 5:25
5. Zuk ez duzu nahi (Juan Carlos Pérez) - 4:35
6. Inoiz (Juan Carlos Pérez/Xabi Pery) - 4:39

## Integrantes
- Juan Carlos Pérez - Voz y guitarras
- José Foisis Gárate - Bajo
- Jimmy Arrabit - Batería
- Xabi Pery - Guitarras y bajo (voz en Inoiz)
- Frederic Gallarde - Piano y teclados
- Eleonore Lytton - Coros

- Datos: Q4779844